# Sui iuris
Sui iuris, comúnmente escrito sui juris, es una frase latina que literalmente significa 'de propio derecho'.
En la ley o derecho civil la frase sui juris indica capacidad jurídica para manejar sus propios asuntos. También comprende a alguien que es capaz de demandar y/o ser demandado en procedimientos legales en su propio nombre sin la necesidad de un ad litem.
La palabra española "autónomo" deriva del griego antiguo αυτονόμος (de autos - mismo, y nomos - ley) que a la vez corresponde a la frase latina "sui iuris".

## Derecho romano
En Derecho romano, se denominó 'sui iuris' a aquel que no se encuentra sometido al mando de otros (autónomo) de cualquier potestad familiar, el ciudadano que no tuviese ascendientes legítimos masculinos vivos o que hubiera sido liberado de la patria potestad mediante un acto jurídico llamado emancipación (emancipation). Las sui iuris tenían poder de decisión sobre sus actos, a diferencia de los y las alieni iuris que eran personas sometidas al mandato de otras.
El hombre Sui Iuris era denominado paterfamilias, independientemente de que tuviera o no hijos, o que fuera o no mayor de edad. 
La mujer podía ser sui iuris en el caso de no estar sujeta a autoridad alguna, pero no puede ejercer la jefatura familiar, es decir no puede ser paterfamilias.
El hombre libre, ciudadano y Sui Iuris, era la persona optimo iure: tenía el goce completo de todos los derechos públicos y privados. Podía ser titular de las cuatro potestades clásicas que se le conoció a la legislación romana:
- La Patria potestas: era el poder del paterfamilias sobre sus hijos y sobre todas las personas agregadas al grupo familiar por adopción o adrogación;
- La Dominica potestas: poder o dominio sobre los esclavos;
- La Manus maritalis: potestad sobre la esposa;
- Y el Mancipium: la potestad que se ejercía sobre un hombre libre entregado en noxa, ya por los delitos que hubiera cometido, ya para garantizar el pago de las obligaciones del paterfamilias bajo cuya potestad se hallaba.

## Iglesia sui iuris
El término 'Iglesia sui iuris' o 'Misión sui juris' se usa en el Código de Cánones de las Iglesias Orientales (Codex Canonum Ecclesiarum Orientalium, CCEO) para designar las Iglesias autónomas en la comunión católica.